# 동물 육종
동물 육종 또는 동물육종학(animal breeding)은 가축의 유전적 가치(예상 육종가, EBV)를 최적 선형 비편향 예측 및 기타 방법을 사용하여 평가하는 동물 과학의 한 분야이다. 성장률, 계란, 고기, 우유, 양모 생산량, 또는 기타 바람직한 형질에서 우수한 EBV를 가진 육종 동물을 선발함으로써 전 세계 가축 생산에 혁명을 일으켰다. 동물육종에 대한 과학적 이론은 집단 유전학, 양적 유전학, 통계학, 그리고 최근에는 분자유전학을 통합하며, 시월 라이트, 제이 러시, 찰스 헨더슨의 선구적인 연구에 기반을 두고 있다.

## 같이 보기
- 축산

### 식물 및 동물 육종
- 인공수정
- 품종개량
- 농업과학
- 순화 (생물학)
- 식물육종
- 품종개량

### 인물
- 제임스 허턴

### 기타 주제
- 수의학
  - 수의학 수술
  - 수의사